# Kasteel van La Madeleine
Het Kasteel van La Madeleine (Frans: Château de la Madeleine) is een kasteel in de Franse gemeente Pressagny-l'Orgueilleux. Het kasteel is een beschermd historisch monument sinds 2002.